# 多羅茜·馬龍
多羅茜·馬龍（Dorothy Malone，1924年1月29日—2018年1月19日），美國演員，她曾獲得奧斯卡最佳女配角獎。